# LISA パスファインダー

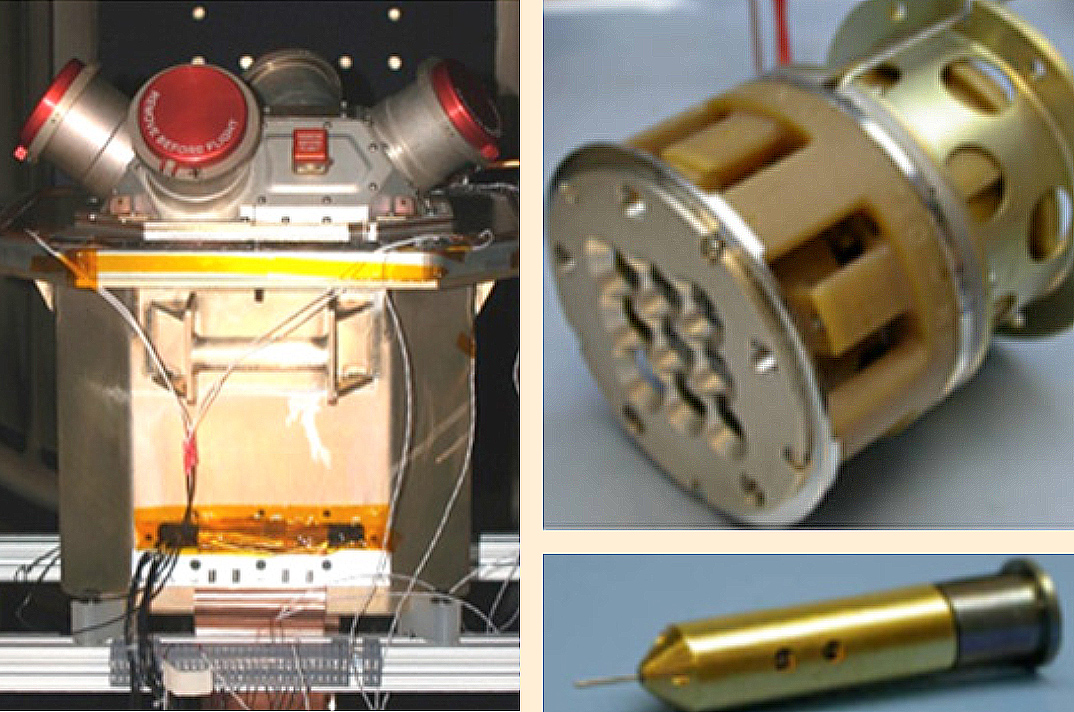
コロイド推進器

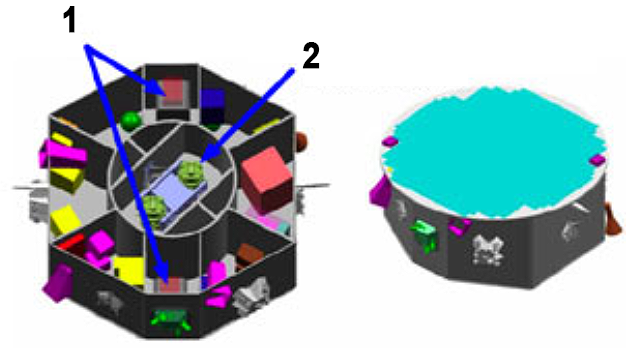
内部構造

LISA パスファインダー（別名SMART-2）は、2015年12月3日04:04 UTCにヴェガロケットでリサジュー軌道に打ち上げられた宇宙探査機で、ESAとNASAによって共同開発された。
SMARTとはSmall Missions for Advanced Research in Technology、つまり小型先進技術試験機を意味する。
LISAパスファインダーは宇宙重力波望遠鏡 LISA(Laser Interferometer Space Antenna)の実現に必要な技術を実証する事が目的でNASAとESAが共同開発した重力波検出器が搭載される。LISAの干渉計の長さは500万kmから35cmまで変えられる。
LISA パスファインダーはEADS アストリアムによって英国のスティーブニッジで製造された。慣性誘導装置、干渉計はESAのものとNASAのもので2系統ある。ESAは電界放射型電気推進 (FEEP) を使用し、NASAは「妨害低減システム」と呼ばれる、異なるセンサーとコロイド推進器を組み合わせたものを使用する。
LISA試験機はアストリウムドイツで組み立てられている。